# Frankie Beverly
Frankie Beverly, eg. Howard Beverly, född 6 december 1946 i Philadelphia, Pennsylvania, död 10 september 2024 i Walnut Creek, Kalifornien, var en amerikansk sångare, instrumentalist, låtskrivare och musikproducent, känd som sångare i funk- och soul-bandet Maze.
Beverly blev som tonåring medlem i doo-wop gruppen The Blenders. På 1960-talet blev han sedan frontman i gruppen The Butlers. Inspirerade av Sly Stone började de att lira funk i slutet av 1960-talet och bytte samtidigt namn till Raw Soul. Efter några års slit tog Marvin Gaye dem under sina vingars beskydd och tog dem med som förband på en av sina turnéer. Han hjälpte dem sedan att ro iland ett kontrakt med Capitol Records. Gaye var inte så glad för deras namn och efter en del funderingar kring namn som Karma och Charisma bestämde de sig slutligen för Maze. 1988 använde sig Rob Base och DJ EZ Rock av deras låt Joy and Pain i sin låt med samma namn.
Då Maze spelade in sitt debutalbum 1977, var bandets sättning följande:
- Frankie Beverly – sång
- Mckinley "Bug" Williams – percussion
- Robin Duke – basgitarr
- Wuane Thomas – gitarr
- Sam Porter – keyboard
- Joe Provost – trummor
- Ronald Lowry – percussion

## Diskografi (urval)
Studioalbum med Maze
- Maze featuring Frankie Beverly (1977)
- Golden Time of day (1978)
- Inspiration (1979)
- Joy and Pain (1980)
- Live in New Orleans (1981)
- We are One (1983)
- Can't Stop the Love (1985)
- Silky Soul (1989)
- Back to Basics (1993)

Livealbum med Maze
- Live in New Orleans (1981)
- Live in Los Angeles (1986)